# Die Nacht, als die Flut kam
Die Nacht, als die Flut kam - Protokoll einer Klimakatastrophe ist ein Dokumentarfilm von Matthias Fuchs aus dem Jahr 2022. Erstausgestrahlt wurde der Film am 28. Juni 2022 auf arte. In Frankreich lief der Film unter dem Titel La Nuit de l’Eau - Retour sur une catastrophe climatique.

## Inhalt
Der Film dokumentiert die Flut im Ahrtal im Juli 2021 und geht der Frage nach, inwieweit der Klimawandel dafür mitverantwortlich ist. Der Film folgt verschiedenen Protagonisten und zeigt vor allem anhand ihrer Handyaufnahmen, wie sie die Katastrophe erlebten. Parallel dazu begleitet der Film Wissenschaftler aus Europa und den USA, die herausfinden wollen, wie es zur verheerenden Flut kommen konnte. Er zeigt, dass es früh Warnungen vor einer drohenden Katastrophe gab, etwa durch die Meteorologin Hannah Cloke von der Universität Reading. Klimawissenschaftler wie Haley Fowler und Robert Vautard untersuchen die Flut mit den Methoden der Attributionsforschung und kommen zum Ergebnis, dass Starkregenereignisse durch die Erderwärmung bis zu neunmal wahrscheinlicher geworden sind. Die Geographen Thomas Roggenkamp und Jürgen Herget zeigen auf, dass auch die geographischen Besonderheiten des Ahrtals und die starke Besiedlung eine Rolle bei der Katastrophe gespielt haben.

## Hintergrund
Der Film wurde von taglicht media für ZDF/arte produziert und von der Filmstiftung NRW gefördert.

## Rezeption
Nach der Ausstrahlung erhielt der Film weitgehend positive Kritiken. Axel Wolfsgruber lobt im Focus die intensive Bildsprache: „Der Dokumentation kann man sich als Zuschauer schwer entziehen.“ Thomas Gehringer bemerkt im Tagesspiegel: „Dieser Katastrophen-Thrill ist eine zweischneidige Sache. Einerseits wird die Schaulust in uns allen geweckt, andererseits ist Wegsehen angesichts der Folgen der Erderwärmung keine Alternative. Fuchs bewahrt Abstand.“ Auch René Martens beurteilt den Film in der Zeit positiv. Er schreibt, der Regisseur „...stellt die Flut in den Kontext zahlreicher anderen Extremwetterereignisse der jüngeren Vergangenheit und unterbricht sein "Protokoll einer Klimakatastrophe" immer wieder durch Exkurse in verschiedenste wissenschaftliche Teilbereiche.“

## Auszeichnungen
Der Film war für den Deutschen Fernsehpreis 2022 in der Kategorie Dokumentation/Reportage nominiert.